# Cinéma soviétique

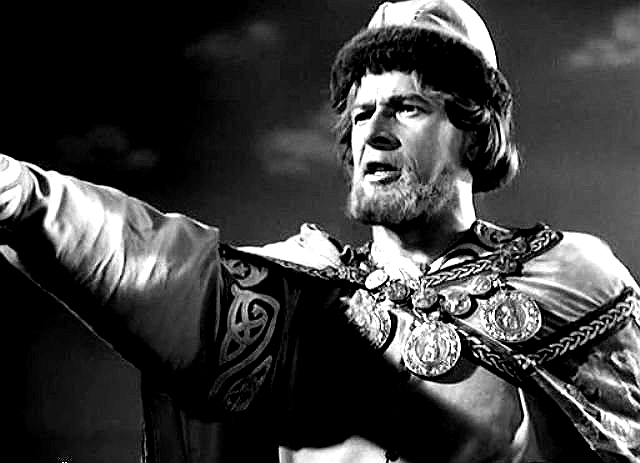
Nikolaï Tcherkassov dans Alexandre Nevski (1938).

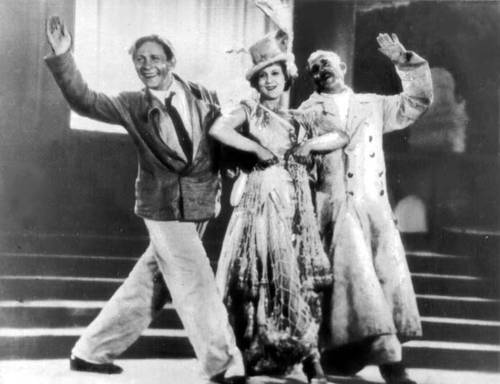
Lioubov Orlova (au centre) dans Joyeux Garçons (1934).

Le cinéma soviétique est l'un des plus importants du cinéma européen au XXe siècle.
La phrase de Lénine, « le cinéma est pour nous, de tous les arts, le plus important », a fait le tour du monde. Un des films d'Eisenstein, le Cuirassé Potemkine (réalisé en 1925), qui met en images la révolution russe de 1905, figure toujours au premier rang du panthéon des historiens du cinéma.
Le cinéma soviétique a donné lieu à diverses interprétations qui se sont focalisées soit sur « le cinéma comme œuvre d'art », « le cinéma comme propagande » ou « le cinéma comme objet de spectacle ».

## Histoire

### 1917-1929: hétéroclite, bouillonnant et avant-gardiste

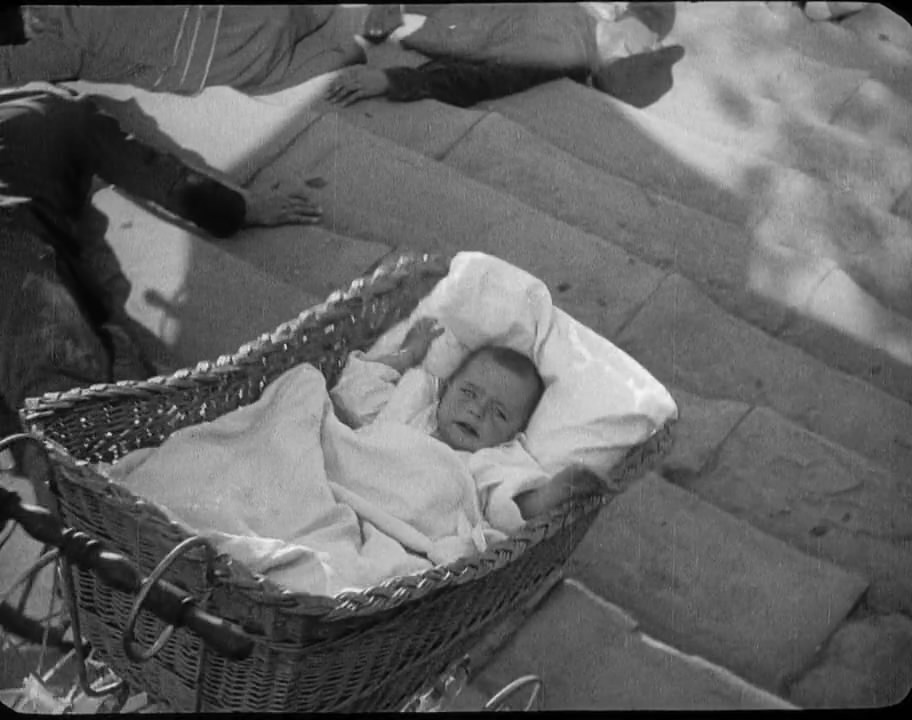
Le landau de la scène des escaliers du Cuirassé Potemkine.

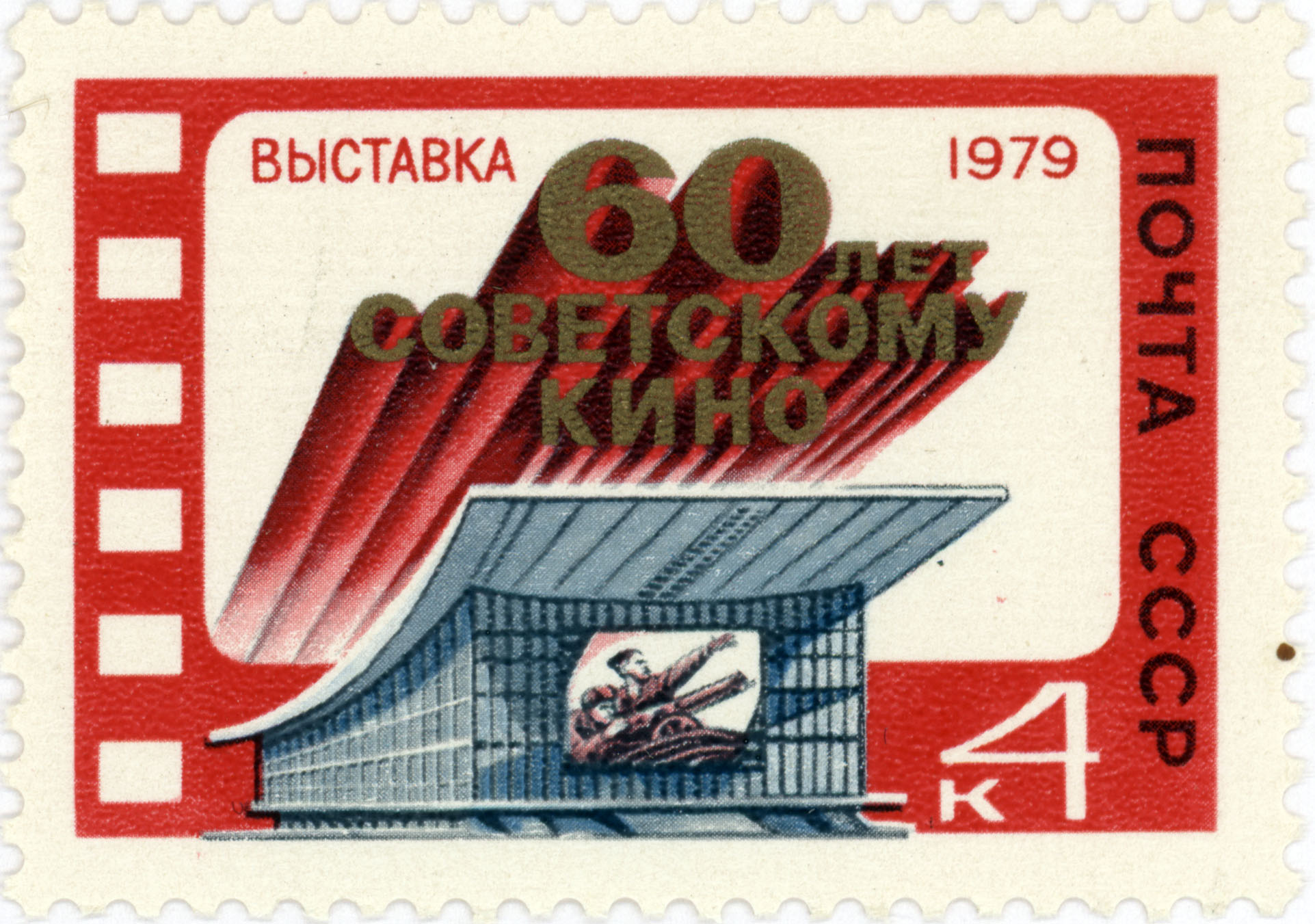
Soixantième anniversaire du cinéma soviétique.

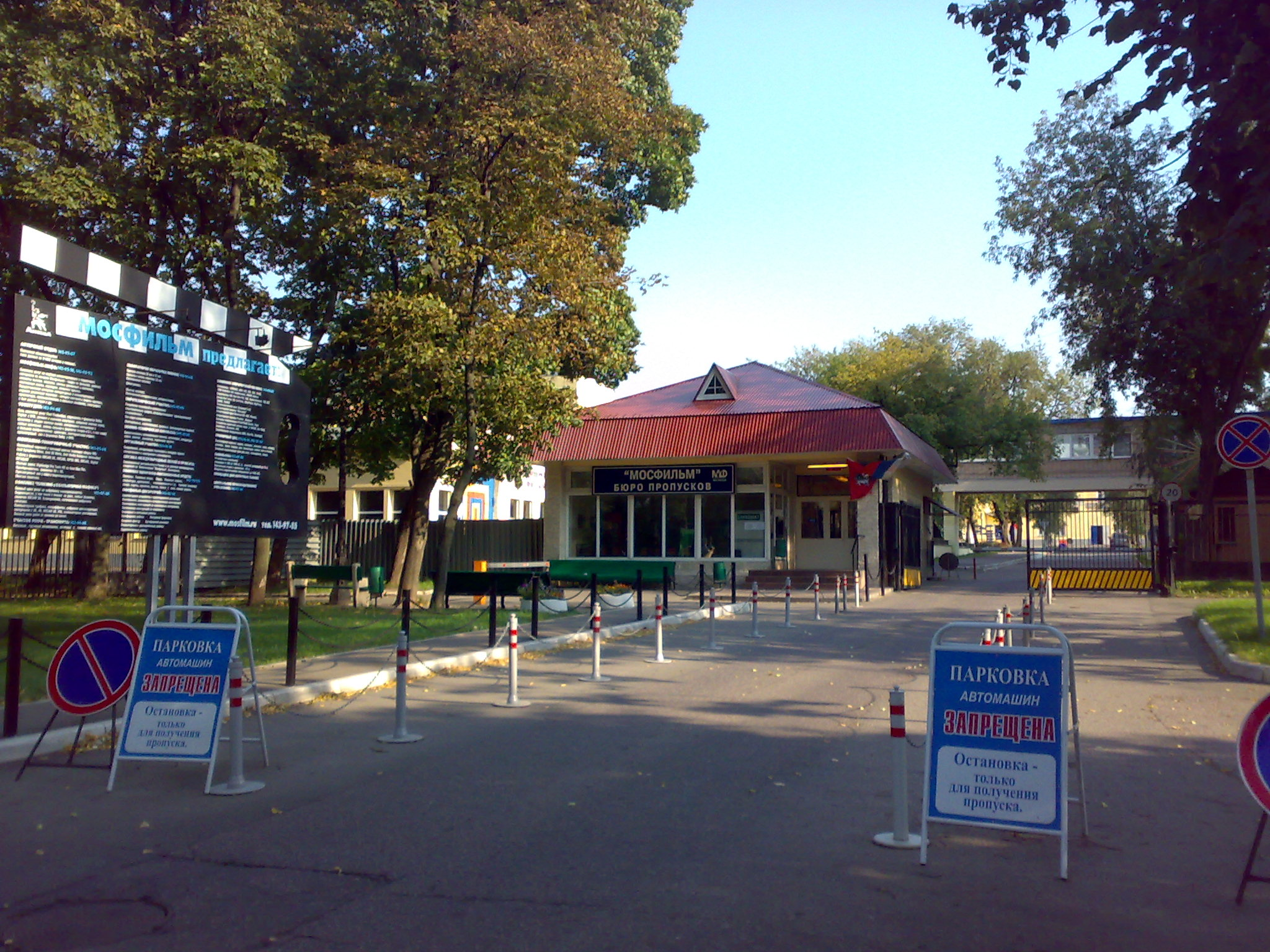
Entrée des studios de la Mosfilm.

Pendant la période de la guerre civile, les frontières sont fermées. Il en découle que peu de films sont réalisés du fait d'une pénurie presque totale de pellicule. On réalise à la place de courts film de propagande appelés agitki.
Par le décret du 27 août 1919, le nouveau régime nationalise la production et la distribution cinématographiques, changeant ainsi l'histoire du cinéma, puisque les années qui suivent verront émerger un cinéma d'État (à ce titre extrêmement bien financé et valorisé, mais également dirigé et censuré) qui est en même temps un des cinémas les plus novateurs de son époque. Lénine déclare que « le cinéma est pour nous, de tous les arts, le plus important » et Trotski surenchérit en 1924 : « Quand nos hameaux auront des cinémas, nous serons prêts à achever la construction du socialisme ». Les bolcheviks partagent une idée répandue que le cinéma permet d'éduquer et de rendre accessible la littérature classique russe ou mondiale mais également qu'il est un instrument de propagande inégalé. À partir de 1925, les critiques des actualités de l'écran et les articles traitant de la théorie du cinéma sont proposés aux lecteurs par la revue Ekran kinogazety contrôlée par le ministère de la Culture de l'URSS, puis, plus tard, par le Comité d'État de l'URSS pour le cinéma.

#### Le cinéma soviétique «objet mythique»
Pour Myriam Tsikounas, huit « cinéastes-théoriciens » ont transformé le « muet soviétique » en « objet mythique » : Koulechov, Dovjenko, Poudovkine, Eisenstein, Room, Vertov, Kozintsev et Trauberg. En 1919, la première école de cinéma du monde est créée à Moscou : l'Institut national de la cinématographie (VGIK). Lev Koulechov en devient le directeur en 1920 et élabore ses théories du montage dans son Laboratoire expérimental. Le nouveau cinéma soviétique bénéficie des expériences fort nombreuses des avant-gardes artistiques qui ont marqué les dernières années du tsarisme (futurisme et constructivisme dans les beaux-arts, formalisme en littérature…).
Des réalisateurs comme Sergueï Eisenstein, Vsevolod Poudovkine et Alexandre Dovjenko signent leur premier film dans les années 1920. Iakov Protazanov réalise le film de science-fiction Aelita (1924), qui se veut une continuation de la révolution russe de 1917. Eisenstein réalise son premier long métrage, La Grève (1925), à l'âge de vingt-six ans, mais c'est son deuxième, Le Cuirassé Potemkine, qui lui apporte la renommée internationale. La remarquable mise en scène du massacre des manifestants sur les immenses escaliers d'Odessa apporte la preuve que le cinéma peut égaler les autres arts. Eisenstein réalise ensuite un film encore plus ambitieux, Octobre (1927), pour célébrer le dixième anniversaire de la révolution russe de 1917.
Dziga Vertov est un cinéaste soviétique d'avant-garde qui, s'opposant à un cinéma dramatique et littéraire (une histoire, des acteurs, des décors), privilégie le montage-mouvement du réel. Dans son film manifeste expérimental L'Homme à la caméra, il oppose, au « ciné-poing » d'Eisenstein, sa conception du « ciné-œil », en suivant le déroulement de la vie dans une grande ville russe, le temps d'une journée.
Le cinéma soviétique agrège les compétences et la créativité d'artistes des différentes républiques de l'URSS. Dans son Atlas du cinéma, André Z. Labarrère recourt même au terme « osmose » pour évoquer la coopération entre les différentes cinématographies. Au-delà de l'importance centrale de la composante russe, il faut ainsi notamment compter avec la vitalité du cinéma ukrainien et du cinéma géorgien.

#### Les comédies de la NEP
Tous les films soviétiques ne sont pas avant-gardistes. Sous la NEP surgissent de nombreuses comédies comme Le Bonheur juif ou Dentelles de Ioutkevitch. Parmi ces films, Le Baiser de Mary Pickford de Sergueï Komarov met en scène les acteurs américains Mary Pickford et Douglas Fairbanks qui rencontrent, lors d'une visite des studios russes, une jeune actrice désireuse d'entrer dans la carrière.

### 1929-1953: le tournant idéologique
1929 est pour Myriam Tsikounas le moment du tournant idéologique du cinéma soviétique, bien qu'elle précise que « sur le plan esthétique, en revanche, les courants qui sont apparus en 1924, indifférents aux mots d'ordre étatiques, subsistent » jusqu'en 1935, comme on le voit dans Le Bonheur d'Alexandre Medvedkine. Les années 1936-1938 sont des années difficiles en raison de la présence de Nikolaï Iejov à la tête du NKVD. En 1940, La Loi de la vie de Stolper et Ivanov, sur un scénario d'Avdeenko, est interdit. Le film montre une soirée d'étudiants en faculté de médecine qui boivent. Il déplaît à Staline, qui fait venir les réalisateurs et le scénariste au Kremlin le 9 septembre 1940[réf. incomplète]. Un brave garçon de Boris Barnet est interdit en 1943.
La deuxième partie d’Ivan le terrible d'Eisenstein est interdite en mars 1946. La troisième partie n'est pas tournée. Par la suite, en raison des contraintes idéologiques fortes, certains réalisateurs, comme Alexandre Ptouchko (Le Tour du monde de Sadko) ou Guennadi Kazanski, privilégient le cinéma pour enfants. En revanche, les films de Mikhaïl Tchiaoureli, réalisateur laudateur du régime, bénéficient des plus grandes attentions ; La Chute de Berlin, avec Mikheil Gelovani (acteur jouant souvent Staline à l'écran) voit le jour en 1949.
D'août à septembre 1946 commence ce que les Russes appellent le jdanovisme (Jdanovchtchina), du nom d'Andreï Jdanov, qui se traduit pour la production cinématographique par un nouveau tour de vis. La censure est organisée par trois types d'acteurs : le Comité central du PCUS (spécialement à la direction de l'Agi-prop), le ministère du Cinéma et les professionnels eux-mêmes (ces derniers siègent au Conseil artistique du ministère du Cinéma). La période stalinienne des années 1940 est appelée par les Soviétiques l'Epokha malokartinia (« l'époque du manque de films ») car la production cinématographique est très faible et a perdu de son attrait.

### 1953-1985: le dégel du cinéma soviétique
La période qui suit la mort de Staline est considérée comme « la Renaissance du cinéma soviétique », mais Natacha Laurent relativise cette expression et parle d'un dégel faible. Toujours d'après cette historienne, il semble que le cinéma soviétique sorte du « réalisme soviétique stérile et conformiste » des années 1930 et de l'Epokha malokartinia.
Sergueï Bondartchouk réalise avec son monumental Guerre et Paix la synthèse du langage cinématographique du XXe siècle. Son influence, au niveau mondial, sera considérable.
La rivalité Est-Ouest est toujours perceptible concernant les choix des sujets : par exemple, des réalisateurs russes tentent d'adapter de la meilleure manière possible au cinéma les grands standards de la littérature européenne. Grigori Kozintsev est alors le cinéaste le plus en vue pour ses adaptations multiples (notamment un Don Quichotte en 1957). D'autres réalisateurs, acclamés par la critique occidentale, comme Andreï Tarkovski, se heurtent de manière récurrente aux limitations posées par le régime soviétique pendant cette période (Tarkovski finit d'ailleurs par s'exiler en Europe de l'Ouest).
Dans ces années-là, des vedettes occidentales du cinéma sont également apparues dans des films soviétiques : Elizabeth Taylor, Ava Gardner et Jane Fonda sont venues pour le film de conte de fées L'oiseau bleu (1976). En outre, Claudia Cardinale et Sean Connery ont joué dans La Tente rouge de Mikhaïl Kalatozov (1969). L'actrice Marina Vlady a joué dans Un amour de Tchekhov (1969) de Sergueï Ioutkhevitch. Ce réalisateur a également donné à l'actrice française Claude Jade le rôle principal féminin dans Lénine à Paris (1981). Claude Jade a ensuite de nouveau joué pour Mosfilm dans Téhéran 43 (1981) des réalisateurs Alexander Alov et Vladimir Naoumov, avec Alain Delon et Curd Jürgens. Giancarlo Giannini et Ornella Muti ont joué dans La vie est belle de Grigori Tchoukhraï.

### 1985-1991: cinéma et perestroïka
Avec la Perestroïka, les montages financiers des productions cinématographiques évoluent. Les studios sont toujours divisés en « unités de production groupées » mais ces « unités » peuvent dorénavant signer un contrat avec des sponsors. Ces derniers ne sont pas obligatoirement des entreprises destinées à la production cinématographique. Il s'agit d'une volonté de mettre fin aux commandes d'État même si celles-ci continuent parfois sous le camouflage de « l'entreprise-sponsor » : Soyouz (entreprise pilotée par l'État) produit les films de Vadim Abdrachitov (Armavir) dans le studio Mosfilm.

## Principales structures cinématographiques soviétiques
Les soviétiques ont nationalisé les studios de cinéma comme celui créé à Saint-Pétersbourg par Vladislav Karpinski : « Ominum Film ».
Les studios de productions les plus importants de l'ère soviétique sont (par ordre alphabétique) :
- Belarusfilm (Minsk) ;
- Ekran (Moscou) (Творческое объединение Экран), renommé à partir du 1989 en Soyouztéléfilm (Союзтелефильм)[23] ;
- Gorki Film Studio (Moscou) ;
- Lenfilm (Leningrad) : le principal studio où sont entre autres tournés les films de Kozintsev ;
- Mosfilm (Moscou) : les films de Grigori Aleksandrov y sont souvent tournés ;
- Studio d'Odessa (Odessa) ;
- Studio Dovjenko (Kiev).

La principale école de cinéma de l'ère soviétique est VGIK (Moscou).
L'organisme étatique chargé de l'exportation des films soviétiques est Sovexportfilm.
Le principal festival du pays est le Festival international du film de Moscou (1935).

### Films
- Films soviétiques par année de sortie
- Films soviétiques par réalisateur
- Films soviétiques muets
- Liste des longs métrages soviétiques proposés à l'Oscar du meilleur film international

## Personnalités du cinéma soviétique

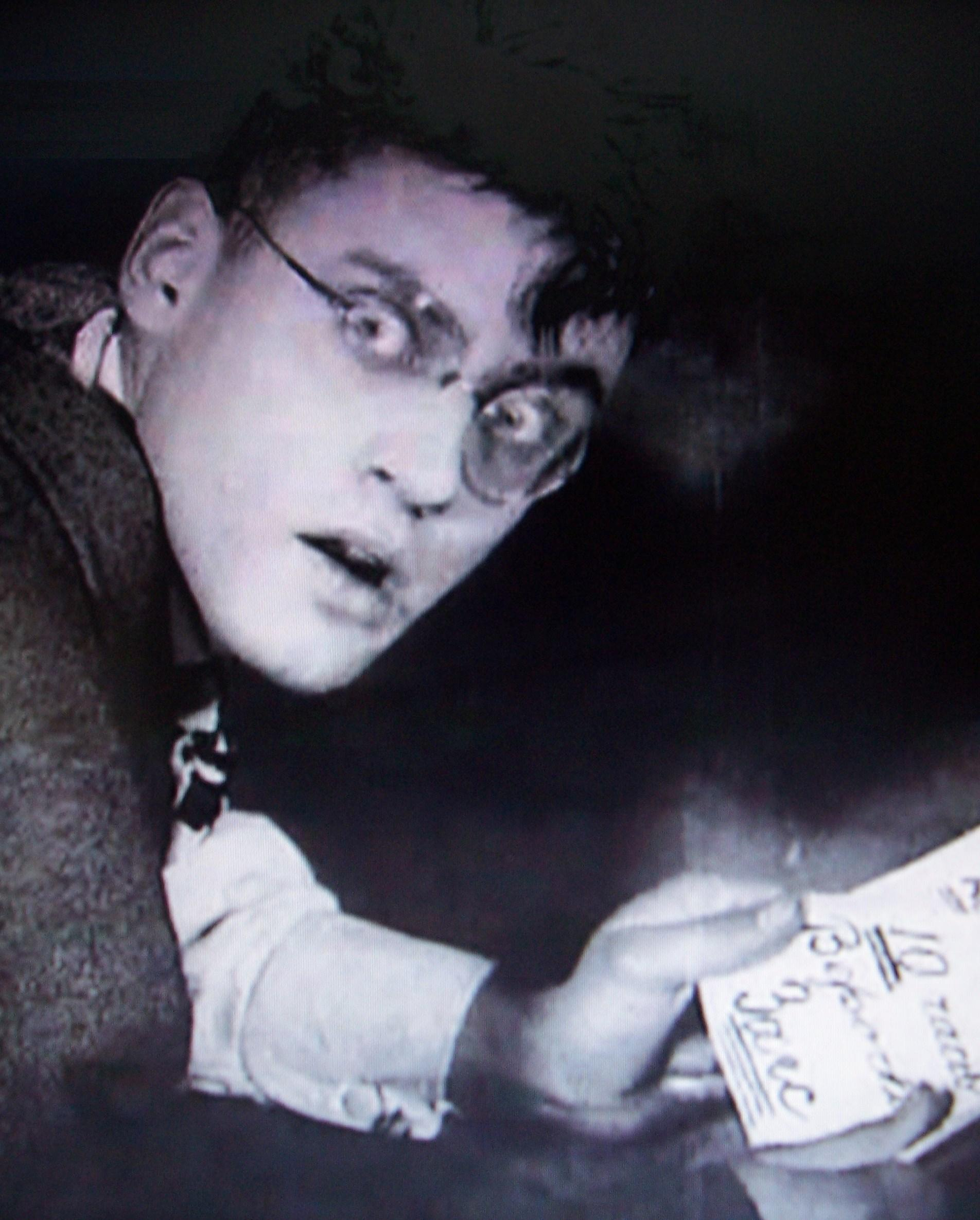
Vladimir Fogel.

### Réalisateurs
- Réalisateurs soviétiques, Réalisatrices soviétiques.

### Scénaristes
- Victor Chklovski, Valentin Iejov, Alexandre Micharine, Kirill Sokolov

### Acteurs
Acteurs soviétiques, Actrices soviétiques.

### Critiques de cinéma
- Victor Chklovski (1893-1984)
- Gueorgui Dmitrievitch Bohemski (1920-1995)
- Maïa Tourovskaïa (1924-2019)
- Sergueï Mouratov (1931-2015)
- Alla Gerber (1932-)

### Listes et catégories
- Liste des sigles et acronymes concernant le cinéma soviétique et russe

#### Dictionnaire
- Richard Taylor, Nancy Wood et Julian Graffy (dir.), The BFI companion to eastern european and russian cinema, Londres, British Film Institute, 2000, 288 p.

#### Les premiers grands ouvrages sur le sujet
- Jay Leyda (trad. de l'anglais par Claude-Henri Rochat), Kino : histoire du cinéma russe et soviétique, Lausanne, Éditions l'Age d'homme, 1976 (1re éd. 1960), 533 p.
- Marc Ferro, Analyse de film, analyse de sociétés : une source nouvelle pour l'histoire, Paris, Hachette, 1993, 290 p. (ISBN 978-2-07-032805-5 et 2-07-032805-8).
- Marc Ferro, Cinéma et histoire, Paris, Denoël, coll. « Bibliothèque Médiations », 1977, 168 p.

#### Nouvelles approches du sujet (classement par ordre chronologique croissant)
- André Bazin, Le cinéma soviétique et le mythe de Staline, Paris, Esprit, vol. 8, no 170, 1950, p. 210-235.
- Le Cinéma russe avant la révolution, ouvrage collectif, Éditions Ramsay / Réunion des musées nationaux, coll. « Ramsay Cinéma », 1989.
- Jean-Loup Passek, Le Cinéma russe et soviétique, Paris, éditions du Centre Pompidou, 1992  (ISBN 2-864-25026-8).
- Myriam Tsikounas, Les Origines du cinéma soviétique : un regard neuf, Paris, Cerf, coll. « Septième Art », 1992, 243 p. (ISBN 978-2-204-04561-2 et 2-204-04561-6).
- Marcel Martin, Le Cinéma soviétique de Khrouchtchev à Gorbatchev : 1955-1992, Lausanne/Paris, l'Age d'homme, 1993, 223 p. (ISBN 978-2-8251-0441-5 et 2-8251-0441-8, lire en ligne).
- Éric Schmulevitch, Réalisme socialiste et cinéma : le cinéma stalinien (1928-1941), Paris, L'Harmattan, coll. « Champs visuels », 1996, 284 p.
- Natacha Laurent, L'Œil du Kremlin : cinéma et censure en URSS sous Staline, 1928-1953, Toulouse, Privat, coll. « Bibliothèque historique », 2000, 286 p. (ISBN 978-2-7089-5602-5 et 2-7089-5602-7).
- Bernard Eisenschitz (dir.), Gels et dégels : une autre histoire du cinéma soviétique, 1926-1968, Milan/Paris, Mazzotta et Centre Pompidou, 2002, 216 p. (ISBN 978-88-202-1587-3 et 88-202-1587-X).
- Andreï Tarkovski (trad. du russe par Anne Kichilov et Charles H. de Brantes), Le Temps scellé : de "l'Enfance d'Ivan" au "Sacrifice", Paris, Cahiers du Cinéma, coll. « Petite bibliothèque des Cahiers du cinéma », 2004, 316 p. (ISBN 2-86642-372-0).
- Éric Schmulevitch, La Fabrique de l'acteur excentrique (FEKS) ou L'Enfant terrible du cinéma soviétique, Paris, L'Harmattan, coll. « Champs visuels », 2006, 281 p.
- Eugénie Zvonkine, Joël Chapron et collectif, Cinéma russe contemporain, (r)évolutions, Villeneuve-d'Ascq, France, Presses universitaires du Septentrion, 2017, 284 p. (ISBN 978-2-7574-1799-7).
- Natalya Puchenkina, « À la recherche d’un public perdu : les films soviétiques sur les écrans français (1944 964) », La Revue russe, vol. 48, no 1,‎ 2017, p. 107–116 (DOI 10.3406/russe.2017.2784, lire en ligne, consulté le 13 juillet 2024). Fait partie d'un numéro thématique : « IIIe doctoriales. La Russie, modèle et anti-modèle du XVIIIe siècle à nos jours. »